# Betclic
A Betclic é uma empresa integrada no grupo Betclic Everest, e consiste num website de apostas desportivas e jogos de casino online, criada originalmente em 2005.

## História
A Betclic foi criada em 2005 por Nicolas Béraud, com um único empregado e um investimento de 3 milhões de euros . A empresa foi vendida à Mangas Gaming em Novembro de 2007, que viria a mudar a sua denominação em Dezembro de 2010, tornando-se o actual Betclic Everest Group.

## Serviços
A Betclic disponibiliza apostas desportivas num leque variado de desportos, incluindo futebol, basquetebol, Fórmula 1, golfe, entre muitos outros. Inclui também secções próprias para poker e jogos de casino online.

## Licenças
A Betclic (Gibraltar) Limited é detentora de licenças de jogo emitidas pelo Governo de Gibraltar e é regulada pela entidade Gibraltar Gambling Commissioner. 

## Patrocínios e Embaixadores
Presentemente, a Betclic é a principal patrocinadora de diversos clubes de futebol, entre os quais se destacam o Olympique Lyonnais e a Juventus. Em França, a empresa patrocina também um grande número de clubes amadores de futebol. Noutros desportos, a Betclic tem patrocinado desportos como rugby, andebol, voleibol e Fórmula 1.
Paralelamente ao patrocínio de equipas e desportos, a empresa adopta também frequentemente a estratégia de recorrer a embaixadores nos vários países onde mantém actividade, habitualmentre grandes nomes do desporto local, como por exemplo Marcel Desailly, Ruud Gullit , Tony Parker, entre vários outros .